# Graphania lissoxyla
Graphania lissoxyla är en fjärilsart som beskrevs av Edward Meyrick 1911. Graphania lissoxyla ingår i släktet Graphania och familjen nattflyn. Inga underarter finns listade i Catalogue of Life.